# Edward Ward
Pour les articles homonymes, voir Edward Ward (homonymie) et Ward.
Edward Ward est un compositeur américain de musique de film, né le 3 avril 1900 à Saint-Louis (Missouri) et mort le 26 septembre 1971 à Hollywood (Californie).
Il est par ailleurs apparu dans au moins un film, en tant qu'acteur.

## Biographie
Il a été marié en 1930 à l'actrice Yola d'Avril.

## Filmographie

### Comme compositeur
- 1928 : Show Girl
- 1928 : La Femme disputée (The Woman Disputed)
- 1929 : Le Mirage de Paris
- 1929 : The Show of Shows
- 1929 : Wedding Rings
- 1930 : Bride of the Regiment
- 1930 : Le Chant de la flamme
- 1930 : Kismet
- 1930 : Adios
- 1932 : A Fool's Advice (en)
- 1932 : Hypnotized
- 1933 : The Plumber and the Lady
- 1933 : Les Gaietés du collège (The Sweetheart of Sigma Chi) d'Edwin L. Marin
- 1934 : Beggars in Ermine
- 1934 : Affairs of a Gentleman
- 1934 : The Countess of Monte Cristo (en) de Karl Freund
- 1934 : I Like It That Way
- 1934 : Uncertain Lady (en) de Karl Freund
- 1934 : Manhattan Love Song
- 1934 : Let's Be Ritzy
- 1934 : Affairs of a Gentleman
- 1934 : Romance in the Rain
- 1934 : Million Dollar Ransom
- 1934 : The Human Side
- 1934 : Great Expectations
- 1934 : Audaces féminines (Cheating Cheaters), de Richard Thorpe
- 1934 : Girl o' My Dreams
- 1934 : Gentlemen Are Born
- 1934 : I've Been Around
- 1934 : Strange Wives de Richard Thorpe
- 1935 : A Trip Thru a Hollywood Studio
- 1935 : The Mystery of Edwin Drood
- 1935 : A Night at the Ritz
- 1935 : La Marque du vampire (Mark of the Vampire)
- 1935 : Reckless
- 1935 : Vagabond Lady
- 1935 : Age of Indiscretion
- 1935 : Les Hommes traqués (Public Hero n°1), de J. Walter Ruben
- 1935 : Murder in the Fleet
- 1935 : La Femme de sa vie (No more ladies)
- 1935 : Baby Face Harrington
- 1935 : La Double Vengeance (The Murder Man)
- 1935 : Here Comes the Band
- 1935 : Monseigneur le détective (The Bishop Misbehaves) d'Ewald André Dupont
- 1935 : Vivre sa vie (I Live My Life)
- 1935 : On a volé les perles Koronoff (Whipsaw)
- 1935 : Un bienfait dangereux (Kind Lady) de George B. Seitz
- 1935 : Impétueuse Jeunesse
- 1936 : La Loi du plus fort (Riffraff)
- 1936 : Exclusive Story (en)
- 1936 : The Perfect Set-up
- 1936 : Sa femme et sa secrétaire (Wife versus Secretary)
- 1936 : Robin des Bois d'El Dorado
- 1936 : Moonlight Murder
- 1936 : Absolute Quiet
- 1936 : Speed
- 1936 : Tonnerre sur la cité ardente (San Francisco)
- 1936 : Les Poupées du diable (The Devil-Doll) de Tod Browning
- 1936 : Women Are Trouble
- 1936 : Roméo et Juliette (Romeo and Juliet)
- 1936 : The Gorgeous Hussy
- 1936 : Sworn Enemy
- 1936 : The Longest Night
- 1936 : Le Roman de Marguerite Gautier (Camille)
- 1936 : Sinner Take All
- 1936 : Nick, gentleman détective (After the thin Man) de W. S. Van Dyke
- 1937 : Mannequin
- 1937 : Dangerous Number
- 1937 : Man of the People
- 1937 : Visages d'Orient ou La Terre chinoise (The Good Earth)
- 1937 : Mama Steps Out
- 1937 : Valet de cœur (Personal Property)
- 1937 : The Good Old Soak
- 1937 : La Force des ténèbres (Night Must Fall)
- 1937 : Saratoga
- 1937 : Bad Guy
- 1937 : The Firefly
- 1937 : The Women Men Marry (en)
- 1937 : Double Wedding
- 1937 : La Vie, l'Art et l'Amour (Live, Love and Learn) de George Fitzmaurice
- 1937 : Le Dernier gangster (The Last Gangster)
- 1937 : Les Cadets de la mer (Navy Blue and Gold)
- 1937 : La Famille Hardy en vacances
- 1938 : Love Is a Headache
- 1938 : Of Human Hearts
- 1938 : Paradise for Three
- 1938 : Vive les étudiants (A Yank at Oxford)
- 1938 : Arsène Lupin Returns de George Fitzmaurice
- 1938 : Hold That Kiss
- 1938 : Frou-frou (The Toy Wife)
- 1938 : Barreaux blancs (Lord Jeff)
- 1938 : L'Ange impur (The Shopworn Angel)
- 1938 : The Chaser
- 1938 : La Foule en délire
- 1938 : Des hommes sont nés (Boys Town)
- 1938 : Vacation from Love (en)
- 1938 : Stablemates
- 1939 : Avocat mondain (Society Lawyer)
- 1939 : Le monde est merveilleux (It's a Wonderful World)
- 1939 : 6000 Enemies
- 1939 : Maisie
- 1939 : Stronger Than Desire
- 1939 : They All Come Out
- 1939 : André Hardy s'enflamme (Andy Hardy Gets Spring Fever)
- 1939 : Chantage (Blackmail)
- 1939 : Tonnerre sur l'Atlantique
- 1939 : Dancing Co-Ed
- 1939 : Bad Little Angel
- 1939 : Emporte mon cœur (Broadway Serenade)
- 1939 : Nick joue et gagne (Another Thin Man)
- 1939 : These Glamour Girls de S. Sylvan Simon
- 1939 : Joe and Ethel Turp Call on the President (it)
- 1939 : Henry Goes Arizona
- 1939 : Nick Carter, Master Detective
- 1939 : Remember?
- 1940 : Congo Maisie
- 1940 : Young Tom Edison
- 1940 : The Ghost Comes Home
- 1940 : Kit Carson
- 1940 : Third Finger, Left Hand
- 1940 : My Son, My Son ! de Charles Vidor
- 1940 : Le Fils de Monte-Cristo (The Son of Monte Cristo)
- 1941 : Joies matrimoniales (Mr. & Mrs. Smith)
- 1941 : Cheers for Miss Bishop
- 1941 : Repent at Leisure
- 1941 : Tanks a Million
- 1941 : Le Collège en folie (All-American Co-Ed) de LeRoy Prinz
- 1941 : Miss Polly
- 1941 : Fiesta (en)
- 1942 : Hay Foot
- 1942 : Brooklyn Orchid
- 1942 : Dudes Are Pretty People
- 1942 : Flying with Music
- 1942 : Men of Texas (en)
- 1942 : The Devil with Hitler
- 1942 : Fall In (en) de Kurt Neumann
- 1942 : Reunion in France
- 1943 : Calaboose
- 1943 : Taxi, Mister
- 1943 : Prairie Chickens
- 1943 : That Nazty Nuisance
- 1943 : Le Fantôme de l'opéra (Phantom of the Opera)
- 1943 : Madame Curie
- 1944 : Chasseurs de fantômes (Ghost Catchers) d'Edward F. Cline
- 1944 : Le Signe du cobra (Cobra Woman)
- 1944 : La Passion du docteur Hohner (The Climax) de   George Waggner
- 1944 : Cavalcade musicale (Bowery to Broadway)
- 1944 : The Old Texas Trail
- 1944 : Les Cuistots de sa majesté (Nothing But Trouble)
- 1945 : Song of the Sarong
- 1945 : Les Amours de Salomé (Salome Where She Danced)
- 1945 : Penny cherche un père (That Night with You) de William A. Seiter
- 1947 : C'est arrivé dans la Cinquième Avenue (It Happened on 5th Avenue)
- 1948 : Alias a Gentleman
- 1948 : L'Homme le plus aimé
- 1949 : Two Knights from Brooklyn
- 1949 : The Doctor and the Girl

### Comme acteur
- 1929 : The Show of Shows